# Silnik parowozu
Silnik parowozu jest specyficzną maszyną parową.

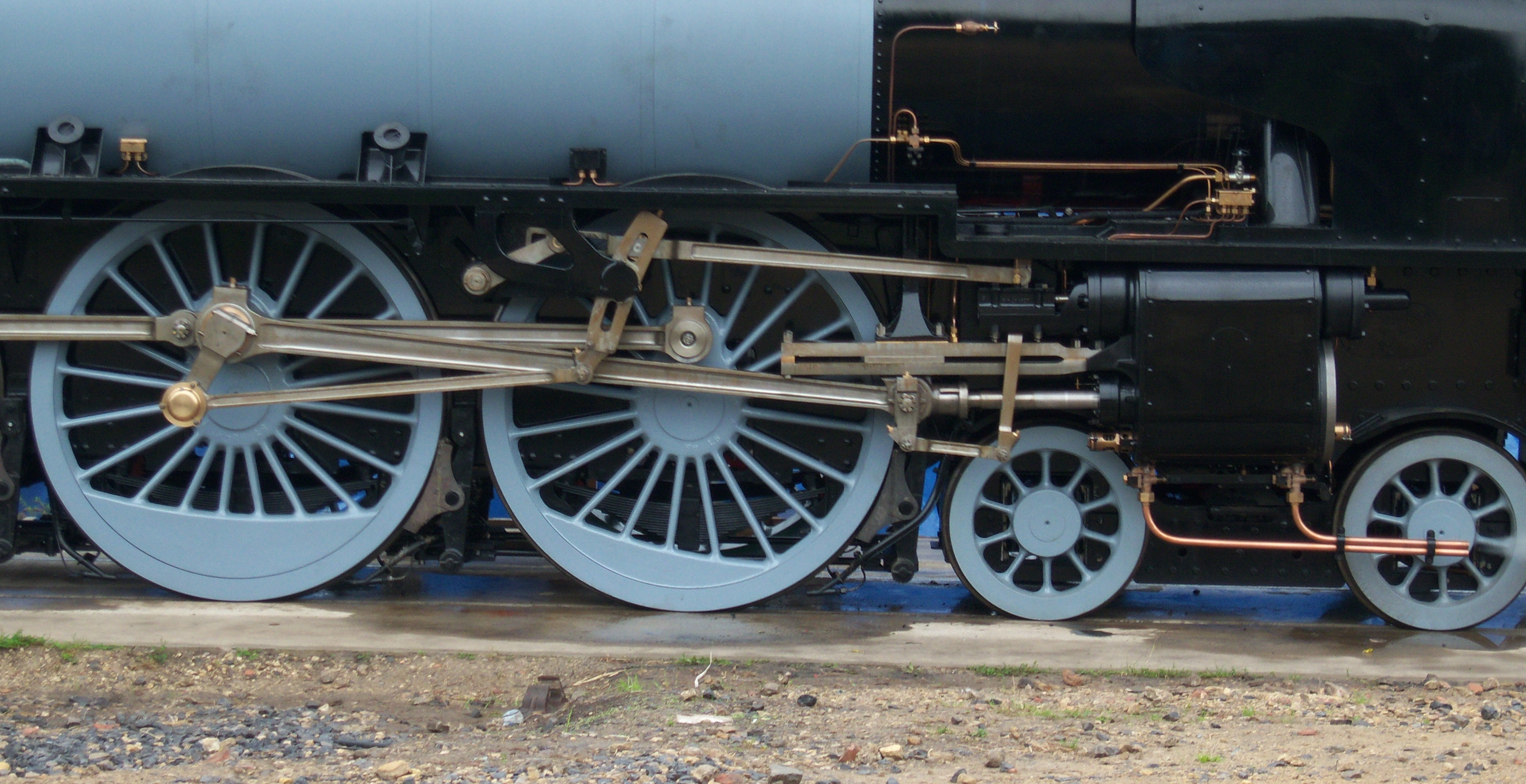
silnik parowy

Zasada działania.
1 - jarzmo stawidła;
2 - korba;
3 - wodzik suwaka;
4 - wahacz;
5 - krzyżulec;
6 - cylinder suwaka;
7 - cylinder;
8 - drąg stawidłowy

Maszynista może sterować silnikiem parowozu poprzez:
- ustawienie nastawnika (czyli pośrednio stawidła) - regulatora ruchu suwaka (zmiana fazy rozrządu pary) i regulatora stopnia napełniania cylindra parą.
- ustawienie przepustnicy i regulacja ciśnienia pary podawanej do cylindrów.

Za pomocą nastawnika można regulować zarówno kierunek ruchu kół (jazda do przodu lub do tyłu), jak i siłę napędową przekazywaną z tłoczyska poprzez korbowód na koła. Ustawienia stawidła poprzez drąg stawidłowy (8) decyduje o ruchu wodzika suwaka (3) i samego suwaka, który otwiera dopływ pary do tłoka. W położeniu neutralnym stawidło tak ustawia wodzik, że suwak w ogóle się nie porusza, a zatem para nie jest podawana do tłoków.
Ruszenie parowozem wymaga ustawienia nastawnika (stawidła) maksymalnie (na największe napełnienie) w jednym kierunku (do przodu lub do tyłu) i lekkim otwarciu przepustnicy. W miarę jak parowóz nabiera prędkości, maszynista przesuwa stawidło w kierunku położenia neutralnego (zmniejszając współczynnik napełnienia) i (możliwie szybko) zwiększając ciśnienie przepustnicą (aby nie było strat na dławienie przepływu pary z kotła do cylindra) pozwalając tym samym na większe wykorzystanie energii rozprężania pary. Dzięki temu parowóz może nabrać prędkości i nie zużywa dużej ilości pary a tym samym paliwa potrzebnego na jej wytworzenie. Przy dużym napełnieniu i dużym ciśnieniu na rozrządzie zwykle dochodzi do zerwania przyczepności kół z torem (tzw. buksowanie).
Zwykle w momencie ruszania ze składem napełnienie cylindrów parą sięga 70-80%, w czasie ustalonej prędkości na szlaku (bez wzniesień) napełnienie sięga minimum, ok. 25-28% skoku tłoka. Przy cięższych składach konieczna bywa jazda z napełnieniem ok. 40%, większego napełnienia wymaga też prowadzenie składu podczas podjazdu na wzniesienie.